# 植松浩二
植松 浩二（うえまつ　こうじ、1965年〈昭和40年〉 - ）は、日本の総務・総務官僚。元和歌山市助役、元熊本市副市長、元危険物保安技術協会理事、全国市町村国際文化研究所学長。2025年から淡路市副市長。

## 来歴
兵庫県淡路市出身。兵庫県立津名高等学校を経て、1988年（昭和63年）3月、京都大学法学部を卒業。同年4月、自治省へ入省。
総務省自治財政局財務調査課課長補佐、和歌山市助役、総務省情報通信政策局地域通信振興課地方情報化推進室長、総務省自治行政局地域政策課国際室長、全国市町村国際文化県有署教務部長兼教授、内閣官房副長官補付内閣参事官兼内閣官房拉致問題対策本部事務局総務・拉致被害者等支援室長兼内閣官房参事官兼拉致被害者等支援担当室長、消防庁国民保護・防災部防災課長、熊本市副市長。

## 年譜
- 1988年（昭和63年）
  - 3月 - 京都大学法学部卒業
  - 4月 - 自治省入省
- 2002年（平成14年）4月 - 総務省自治財政局財務調査課課長補佐
- 2003年（平成15年）4月 - 和歌山市助役
- 2006年（平成18年）7月 - 総務省情報通信政策局地域通信振興課地方情報化推進室長
- 2008年（平成20年）4月 - 総務省自治行政局地域政策課国際室長
- 2009年（平成21年）4月 - 全国市町村国際文化県有署教務部長兼教授
- 2011年（平成23年）7月 - 内閣官房副長官補付内閣参事官兼内閣官房拉致問題対策本部事務局総務・拉致被害者等支援室長兼内閣官房参事官兼拉致被害者等支援担当室長
- 2014年（平成26年）4月 - 消防庁国民保護・防災部防災課長
- 2015年（平成27年）4月 - 熊本市副市長
- 2025年（令和７年）６月-淡路市副市長